# Cláudio Hummes
Cláudio Aury Affonso Hummes O.F.M. (Montenegro, 8 augustus 1934 – São Paulo, 4 juli 2022) was een Braziliaans geestelijke en een kardinaal van de Rooms-Katholieke Kerk.

## Biografie
Hummes werd in 1934 geboren in Brazilië in een Duits immigrantengezin. Hij trad op 1 februari 1952 in bij de Franciscanen. Zijn priesterwijding vond plaats op 3 augustus 1958. Hij studeerde filosofie in Rome en oecumene in Genève. Vervolgens doceerde hij filosofie aan het seminarie van Garibaldi, het grootseminarie in Viamão en de Pontificale Katholieke Universiteit in Porto Alegre.
Van 1972 tot 1975 was Hummes oecumenisch adviseur van de bisschoppenconferentie van Brazilië. Op 22 maart 1975 werd hij benoemd tot bisschop-coadjutor van Santo André en tot titulair bisschop van Carcabia; zijn bisschopswijding vond plaats op 25 mei 1975. Toen Jorge Marcos de Oliveira  op 29 december 1975 aftrad, volgde Hummes hem op als bisschop van Santo André. Op 29 mei 1996 werd hij benoemd tot aartsbisschop van Fortaleza. Op 15 april 1998 volgde zijn benoeming tot aartsbisschop van São Paulo.
Hummes werd tijdens het consistorie van 21 februari 2001 kardinaal gecreëerd. Hij kreeg de rang van kardinaal-priester. Zijn titelkerk werd de Sant'Antonio in via Merulana. Hummes nam deel aan de conclaven van 2005 en 2013. Toen Jorge Mario Bergoglio bij het conclaaf van 2013 tot paus werd verkozen, zei Hummes hem de armen niet te vergeten. Bergoglio koos daarop de pausnaam Franciscus.
Op 31 oktober 2006 aanvaardde Hummes een functie bij de Romeinse Curie; hij werd benoemd tot president van de Congregatie voor de Clerus. Tevens was hij voorzitter van de Internationale Raad voor de Catechese.
Hummes was lid van diverse Romeinse congregaties en stond bekend als een zeer sociaal bewogen man, bij wie sociale rechtvaardigheid hoog in het vaandel staat. In zijn laatste jaren nam hij meer orthodoxe standpunten in inzake ethische kwesties, maar desondanks werd hij door sommigen nog steeds als een progressieve kardinaal gezien.
Op 7 oktober 2010 ging Hummes met emeritaat. Hij overleed in 2022 op 87-jarige leeftijd in São Paulo aan longkanker.
- Bibliothèque nationale de France: cb161713340 (data)
- Gemeinsame Normdatei: 170028593
- International Standard Name Identifier: 0000 0001 1477 1998
- Library of Congress Control Number: n2006218865
- Nationale Bibliotheek van Tsjechië: pna20211126123
- Nationale Bibliotheek van Polen: a0000002802732
- Nationale en Universitaire bibliotheek Zagreb: 000516338
- Istituto Centrale per il Catalogo Unico: LIGV054306
- Système universitaire de documentation: 079715184
- Virtual International Authority File: 89046319
- WorldCat: E39PBJtmpQH7YcHxycx6kthmBP